# Fondation Linux

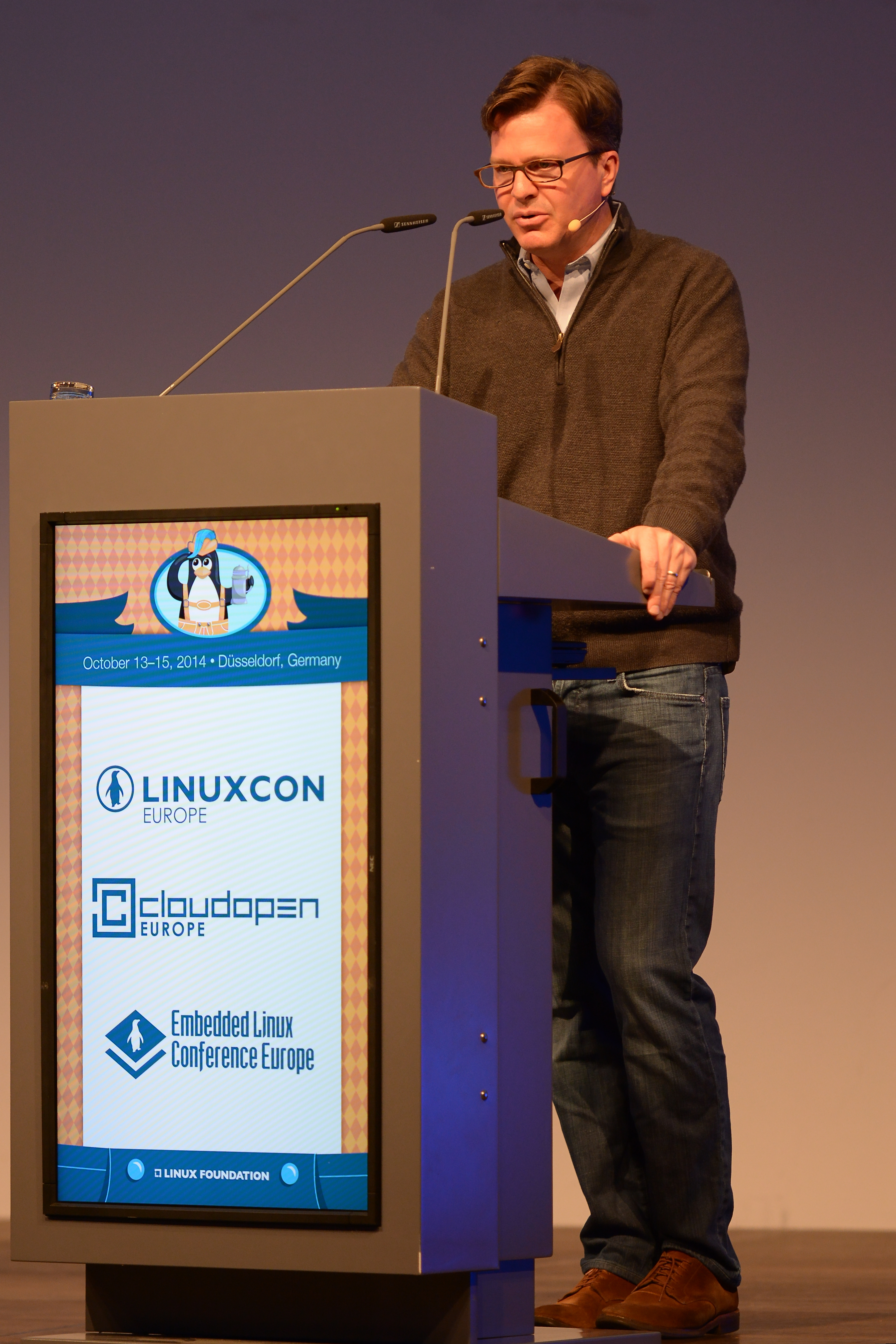
Jim Zemlin, LinuxCon Europe 2014

La Fondation Linux (en anglais Linux Foundation) est un consortium à but non lucratif fondé le 21 janvier 2007, il résulte de la fusion entre l'Open Source Development Labs et le Free Standards Group (en).
La Linux Foundation a pour mission de protéger et standardiser Linux en procurant les ressources et services centralisés nécessaires à concurrencer de manière efficace les autres systèmes d'exploitation.
La Linux Foundation regroupe 70 membres parmi lesquels on trouve AMD, Fujitsu, HP, Hitachi, Intel, IBM, LG Group, Microsoft, NEC, Novell, Oracle, Orange, Samsung, Twitter, Valve, Yahoo! et d'autres. Cette organisation est dirigée par Jim Zemlin, ancien directeur du FSG qui maintient en place les principaux développeurs, dont Linus Torvalds, sponsorisé par la fondation. 
Aux côtés des administrateurs proposés par ses membres, on remarquera la présence de Mark Shuttleworth fondateur du projet Ubuntu.

## Projets
En mars 2024, la Fondation Linux soutenait 900 projets.

### TARS Foundation
La TARS Foundation est une fondation de microservices open source qui a été créée le 10 mars 2020 sous la Linux Foundation pour soutenir la croissance rapide des contributions et des membres d'une communauté axée sur la création d'un écosystème de microservices ouvert.
Tout a commencé avec un framework de microservices mature, le projet TARS. TARS a été développé par Tencent et  il est un framework RPC d'hautes performances prenant en charge plusieurs langages de programmation. La Fondation TARS est soutenue par des membres tels que Arm, Tencent, AfterShip, Ampere, API7, Kong, Zenlayer, ainsi que des développeurs du monde entier.
Objectifs :
La TARS Foundation vise à résoudre les problèmes pouvant survenir lors de l'utilisation des microservices, notamment en réduisant les difficultés de développement et de gouvernance des services. La fondation cherche également à résoudre l'interopérabilité en utilisant de multiples langages de programmation, les problèmes de transfert de données, la cohérence du stockage des données et à garantir des performances élevées tout en prenant en charge des demandes massives.

## Citations
Jim Zemlin, en 2007, directeur de la Linux Foundation : « Il n'y a plus que deux chevaux dans la course, Microsoft et Linux. Il y a des choses que Microsoft fait bien, c'est la promotion, la standardisation et la protection juridique de Windows. Ce que Microsoft fait dans ce domaine est exactement ce que nous devons également faire pour Linux : promouvoir, protéger et standardiser. ».